# Linea K
La linea K Eighth Avenue Local era una linea della metropolitana di New York che collegava la città da nord, con capolinea presso la stazione di 168th Street, a sud, con capolinea presso World Trade Center. Era indicata con il colore blu vivido poiché la trunk line utilizzata a Manhattan era la linea IND Eighth Avenue.
Prima dell'eliminazione delle doppie lettere dalla nomenclatura della metropolitana di New York avvenuta nel 1985, la linea era indicata come linea AA Eighth Avenue Local. Precedentemente, la denominazione di linea K era invece stata usata fino al 1976 per una linea attiva sulla linea BMT Jamaica ed antenata dell'attuale linea Z.

## Il servizio
A differenza di molte altre linee della rete attive 24 ore su 24, al momento della chiusura, la linea K Eighth Avenue Local non era attiva nelle ore di punta e di sera, venendo sostituita in queste fasce orarie rispettivamente dalla linea C e dalla linea A. Possedeva interscambi con diverse linee della metropolitana di New York, con il servizio ferroviario suburbano Long Island Rail Road e i treni extraurbani dell'Amtrak.

### Le stazioni servite
| Stazione                                |  | Interscambi con la metropolitana              | Altri Interscambi |
| --------------------------------------- |  | --------------------------------------------- | ----------------- |
| Manhattan                               |  |                                               |                   |
| 168th Street                            |  | 1 · A · B                                     |                   |
| 163rd Street-Amsterdam Avenue           |  | B                                             |                   |
| 155th Street                            |  | B                                             |                   |
| 145th Street                            |  | A · B · C · D                                 |                   |
| 135th Street                            |  | B · C                                         |                   |
| 125th Street                            |  | A · B · C · D                                 |                   |
| 116th Street                            |  | B · C                                         |                   |
| Cathedral Parkway-110th Street          |  | B · C                                         |                   |
| 103rd Street                            |  | B · C                                         |                   |
| 96th Street                             |  | B · C                                         |                   |
| 86th Street                             |  | B · C                                         |                   |
| 81st Street-Museum of Natural History   |  | B · C                                         |                   |
| 72nd Street                             |  | B · C                                         |                   |
| 59th Street-Columbus Circle             |  | 1 · A · B · C · D                             |                   |
| 50th Street                             |  | C · E                                         |                   |
| 42nd Street-Port Authority Bus Terminal |  | 1 · 2 · 3 · 7 · A · B · C · D · N · Q · R · S |                   |
| 34th Street-Penn Station                |  | A · C · E                                     | LIRR · Amtrak     |
| 23rd Street                             |  | C · E                                         |                   |
| 14th Street                             |  | A · C · E · L                                 |                   |
| West Fourth Street-Washington Square    |  | A · C · E · F · JFK · S                       | PATH              |
| Spring Street                           |  | C · E                                         |                   |
| Canal Street                            |  | A · C · E                                     |                   |
| World Trade Center                      |  | 2 · 3 · A · C · E · JFK                       | PATH              |

## Il materiale rotabile
Nel 1969, sulla linea K venivano utilizzati treni composti da 8 carrozze R9, prodotte dalle aziende American Car and Foundry Company e Pressed Steel Car Company. Successivamente, sulla linea vennero invece utilizzate carrozze R42, prodotte dalla St. Louis Car Company.